# Gian Dàuli
Gian Dàuli, pseudonimo di Giuseppe Ugo Virginio Quarto Nalato (Vicenza, 9 dicembre 1884 – Milano, 29 dicembre 1945), è stato uno scrittore, traduttore e editore italiano.

## Biografia
Nato da Giuseppe Nalato (1858-1930), un maestro di scuola attivo politicamente, vicino all'azionariato popolare, e da Elvira (1861-1936), figlia di una famiglia piccolo borghese, cattolica, Giuseppe Ugo detto Beppino ha due sorelle, Olimpia Maria, Maria Clelia. Nel 1898 Dàuli si trasferisce con la famiglia a Venezia. "I suoi avevano forse pensato di farne un bottegaio o un capitano di industrie o di banche", ma appena terminati gli studi di ragioneria, dopo un primo lavoro come collaboratore giornalistico, decide di partire per l'Inghilterra, promettendo di inviare articoli al giornale l'Adriatico. Soggiorna quasi tre anni a Liverpool, ospite di una famiglia locale, imparando l'inglese e appassionandosi a scrittori decadenti e simbolisti inglesi e francesi come Dowson, Galsworthy, Wilde, Verlaine, Rimbaud; conosce anche Yeats che lo inizia al rinascimento celtico. Questa anglofilia consentirà al nostro un distanziamento prospettico rispetto al provincialismo e all'anglofobia imperante del successivo periodo mussoliniano, che gli permetterà una modernità non comune e un respiro europeo specifico al proprio pensiero e alle proprie scelte editoriali, procurandogli nel contempo problemi con l'establishment intellettuale unidimensionale di quel periodo.
Dopo aver viaggiato a lungo per l'Europa, Dàuli fa ritorno nella sua Vicenza, dove tiene seminari e conferenze sul pensiero di Yeats. Il 1907 segna una svolta nella sua vita: lo zio Pietro, fondatore della Banca Popolare di Torrebelvicino, si toglie la vita, determinando il crollo finanziario della famiglia Nalato. Dopo questo fatto, Dàuli si reca a Roma, decidendo di diventare editore, e pensa di pubblicare un giornale, per divulgare e pubblicizzare i suoi prodotti. Fonda quindi Mundus Echo Internazional, giornale poliglotta che pubblica pregiate opere futuriste; passa successivamente al settimanale The Roman Herald e poi al The Roman Review, dove scrivono anche Moretti e Pirandello, e dirige il settimanale di spettacoli Il Tirso. A Roma, Dàuli raccoglie attorno a sé un gruppo di nuovi giovani scrittori, quali Marinetti, Tozzi e Rebora, ma il fallimento economico blocca ogni altro progetto, costringendolo a tornare a Vicenza nel 1915. Arruolatosi nell'esercito nel 1916, viene ferito sull'Ortigara. Tornato a Milano, diventa scrittore e continua la sua attività editoriale; Presso la liberale interventista Perseveranza, redige articoli dagli Stati Uniti, sotto lo pseudonimo di Caimpenta, e dall'Inghilterra con quello di Dàuli ed è impegnato come traduttore per Sonzogno; è inoltre collaboratore per vari giornali liguri e produttore cinematografico, creando la Lampada films. In questi anni pubblica i suoi romanzi Perdizione, Limonella si diverte e L'ultimo dei Gastaldon.
L'attività letteraria lo avvicina alla Modernissima, che competeva all'epoca con Mondadori e Bemporad. Come direttore editoriale letterario, Dàuli conosce molti intellettuali e scrittori dell'epoca e fa tradurre e pubblicare molti autori non noti in Italia. Nella collana Scrittori d'oggi trovano posto Conrad, Chesterton e Zangwill. Hardy, James, Stevenson, Maugham, O. Henry, London e Erskine sono per Dàuli "i moderni autori che hanno saputo trarre dalla vita vissuta e contemplata una espressione di Armonia e Bellezza", comprendendo molti decenni prima la forza e la novità del mondo letterario americano e inglese. Dàuli, con la pubblicazione de Il ponte di San Luis Rey di Thornton Wilder, nel 1929, è uno dei veri apripista editoriali, critici, traduttori del mondo a nord ovest. Dàuli naufraga ancora nel tentativo di lanciare Jack London e la Modernissima crolla nel 1927 e venne comprata da Spartaco Saita nel 1928, riprendendo l'attività sotto la responsabilità dello stesso Dàuli, che la rilancia puntando su Scrittori di tutto il mondo, prima collana italiana di libri internazionali contemporanei. Dal gennaio 1929, in 5.000 o 10.000 copie, escono romanzi di autori quali Schnitzler, Neumann, Wilder, Van Vechten, Hall, Feuchtwanger, Vandercook, McKay, Bernanos, Mazeline, Arlen, Lowel, Sytin, Zilahy, Wassermann, Mann, Dos Passos. A Dàuli e al suo collaboratore Alex Alexis, alias Luigi Alessio, si deve la prima traduzione di Viaggio al termine della notte di Céline.
Dopo i primi 20 volumi la casa editrice chiude per le poche vendite editoriali. Nel frattempo Dàuli ha dato vita all'agenzia letteraria T.I.L.A. e a due parallele case editrici, la Delta, che produce 40 volumi nella sua collana Scrittori stranieri in versione originale (tra cui Conrad, Stephens, e, per la prima volta in Italia, autori sudamericani) e la Dàuliana, che nella collana Ultra, pubblica 14 titoli. Contemporaneamente Dàuli dirige diverse collane per vari editori. Dàuli fallisce nuovamente ed è costretto a chiedere aiuto al suo ex-collaboratore Enrico Dall'Oglio, fondatore della Corbaccio, che compra la sua collana, lasciandogli la direzione e accogliendone i suggerimenti anche per famosa collana i Corvi. In questo periodo Dàuli riesce a pubblicare anche i suoi tre romanzi La Rua, Gli assetati e Soldati.
A seguito della rottura con Enrico Dall'Oglio, nel 1934 si unisce al tipografo modenese Andrea Lucchi, stampatore di libri da colportage, edizioni da vendita ambulante, toccando il punto più basso della sua storia editoriale. Tuttavia, questa coppia donchisiottesca, come la definisce Michel David, crea le edizioni Aurora, introducendo nel mercato libraio della seconda metà degli anni Trenta, un fordismo editoriale, che costa l'ostracismo della federazione milanese e nazionale degli editori fascisti. È di questo periodo la traduzione dei due primi romanzi di Martin Du Gard (Avvenire e Jean Barois), l'uso nuovo della illustrazione sulle copertine come mezzo pubblicitario e il concetto moderno di diffusione capillare attraverso edicole, prime fiere e mercati del libro. In questo periodo compaiono per la prima volta in Italia quelli che oggi chiamiamo editor, équipe di giovani formati e capaci di tradurre un libro in pochi giorni e di creare i cosiddetti instant book.
La guerra d'Abissinia e quella mondiale rafforzano l'antifascismo di Dàuli. Nel 1938 tutti i suoi romanzi risultano censurati. Nel 1941 esce Carri nella notte. La mancanza di carta costringe la tipografia Lucchi a chiudere l'attività e Gian Dàuli rimane senza lavoro, ma, in fuga dai repubblichini, continua a progettare nuove riviste, in contatto con Garzanti, Mondadori, Bompiani, e fa rinascere nuovamente, per la terza volta, Modernissima, che pubblica però solo pochi volumi, tra cui il suo maturo Cabala bianca e Le avventure di un libraio di Orioli. Si spegne a Milano il 29 dicembre 1945; “Morì senza un lamento, con la semplicità di ogni anima buona; a Milano, in Via Fiori Chiari, ove a lungo era vissuto, a pochi passi dalla casa editrice Lucchi, alla quale da decenni aveva consacrato la sua prodigiosa attività di scrittore, traduttore e organizzatore”.

## Opere

### Romanzi
- War souvenir book for the english and american soldiers in Italy. A short history and geographical description of Italy. Cities and villages of interest to the Allied soldiers. Conversation, idiomatic phrases and terms. English-Italian dictionary, Treves, Milan 1918
- Perdizione, Modernissima, Milano 1920; edizione definitiva (censurata dall'autore), Edizioni Aurora, Milano 1937.
- Limonella si diverte, Modernissima, Milano 1920.
- L'ultimo dei Gastaldon, Modernissima, Milano 1921.
- Letteratucoli, L'Illustrazione Ligure editrice, Genova (1925).
- La Rua, Edizioni Corbaccio, Milano 1932; 8. edizione, Modernissima, Milano 1945, Dall'Oglio Corbaccio, Milano 1952, Dario De Bastiani, Godega di S.Urbano 2012.
- Gli assetati, Edizioni Corbaccio, Milano 1933; nuova edizione integrale, Tipografia Editoriale Lucchi, Milano 1947.
- Fra due amori, (è L'ultimo dei Gastaldon sotto un nuovo titolo), Edizioni Aurora, Milano 1934.
- Fra Diavolo, storia di un bandito che difendeva il suo re, Edizioni Aurora, Milano 1934
- Rasputin, Edizioni Aurora, Milano 1934.
- Soldati, Edizioni Corbaccio, Milano 1935.
- L'Italia nella Grande Guerra, presentazione del Generale Aldo Cabiati, Edizioni Aurora, Milano 1935.
- Frescolino, racconto per ragazzi, Edizioni Aurora, Milano 1936.
- Il dono del cuore (è Soldati sotto un nuovo titolo), Edizioni Aurora, Milano 1937.
- Ricostruire la vita, Tipografia Editoriale Lucchi, Milano 1938
- Biancaneve, i sette nani e il Principe Azzurro ed altre celebri fiabe, raccontate da Gian Dàuli, Tipografia Editoriale Lucchi, Milano 1938
- Peter Pan ed altre celebri fiabe raccontate da Gian Dàuli, Tipografia Editoriale Lucchi, Milano 1939
- Giulietta e Romeo, Tipografia Editoriale Lucchi, Milano 1941
- Carri nella notte, Tipografia Editoriale Lucchi, Milano 1941
- Il domani è nostro, Rizzoli, Milano 1942
- Cabala bianca, Modernissima, Milano 1944; seconda edizione, in due volumi, prefazione di Michel David, F.M. Ricci, Parma-Milano 1973; nuova ed., Elliott, Roma 2016
- Zio Floflo, Tipografia Editoriale Lucchi, Milano 1948
- Mussolini, l'uomo, l'avventuriero, il criminale, Tipografia Editoriale Lucchi, Milano 1947

### Racconti
Racconti di Gian Dàuli in riviste e volumi miscellanei:
- Il vestito di Baldini, in Cronache d'attualità, Roma, giugno 1921
- Dietro una porta, in Noi e il mondo, 1, Roma 1921
- La prima volta, novella, in AA.VV., La prima volta e altri racconti burleschi, Modernissima, Milano 1923
- La missione scientifica di Mrs Kollar, novella, in AA.VV., Piacere d'amore e altri racconti burleschi, Modernissima, Milano 1923
- Quanto sei bella, in Modella, Milano, aprile 1935